# Leuchtturm Ķurmrags
Der zunehmend verfallende und im Meer versinkende Leuchtturm Ķurmrags (lettisch Ķurmraga bāka) ist ein ehemaliger Leuchtturm am Strand des Dorfes Ķurmrags in der Region Vidzeme in Lettland. Durch Abschwemmung der Düne und des Strandes verlor er seinen erhöhten Standort und versinkt langsam im Rigaischen Meerbusen der Ostsee.

## Geschichte
Nach wiederholten Anfragen lokaler Fischer wurde 1923 vor Ķurmrags ein Leuchtturm als Navigationshilfe zwischen den 40 km nördlicheren Hafen von Ainaži (deutsch Haynasch) und Riga errichtet. Es ist ein sich verjüngender Metallfachwerkturm, der auf einem hohen pyramidenförmigen Sockel aus gemauerten Granitsteinen montiert ist. Er gab einen roten Blitz aus.
Ursprünglich stand er auf einem Hügel am Strand. Bei einer Sturmflut im Jahr 1967 wurde der Leuchtturm zerstört und das Licht verlöschte. Eine weitere Sturmflut 2005 erodierte die Küste weiter, sodass die Fundamente bereits einige Meter im Wasser sind. Die Neigung nimmt durch Unterspülung zu. Inzwischen ist der Turm ein beliebtes Ausflugsziel.

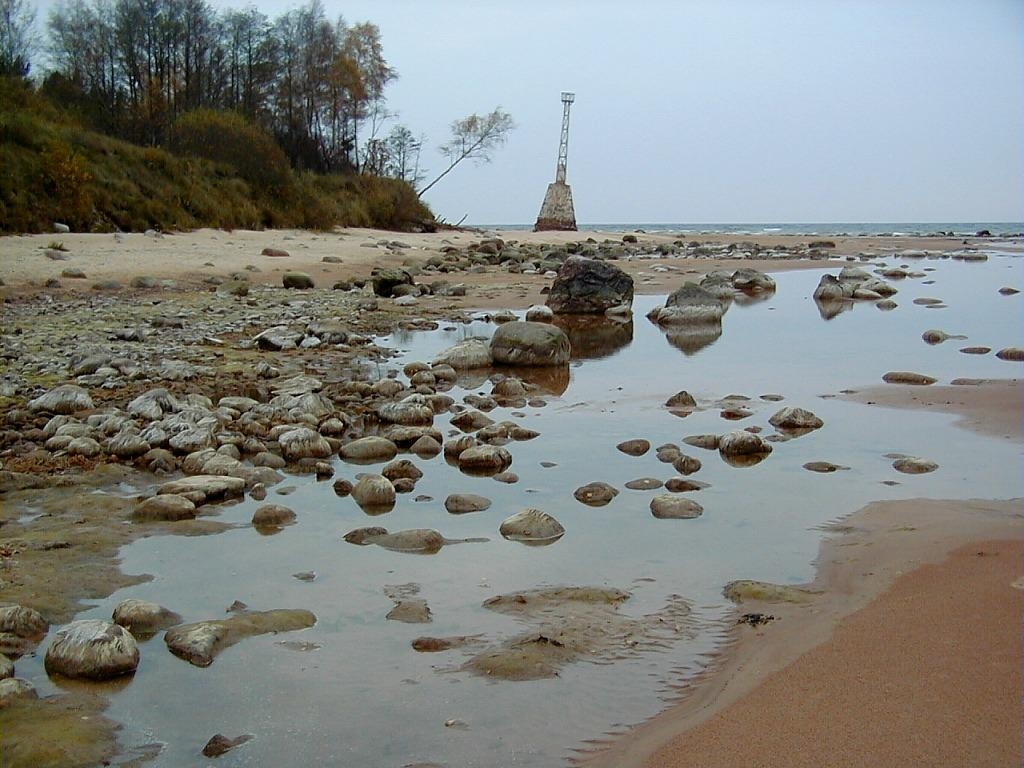
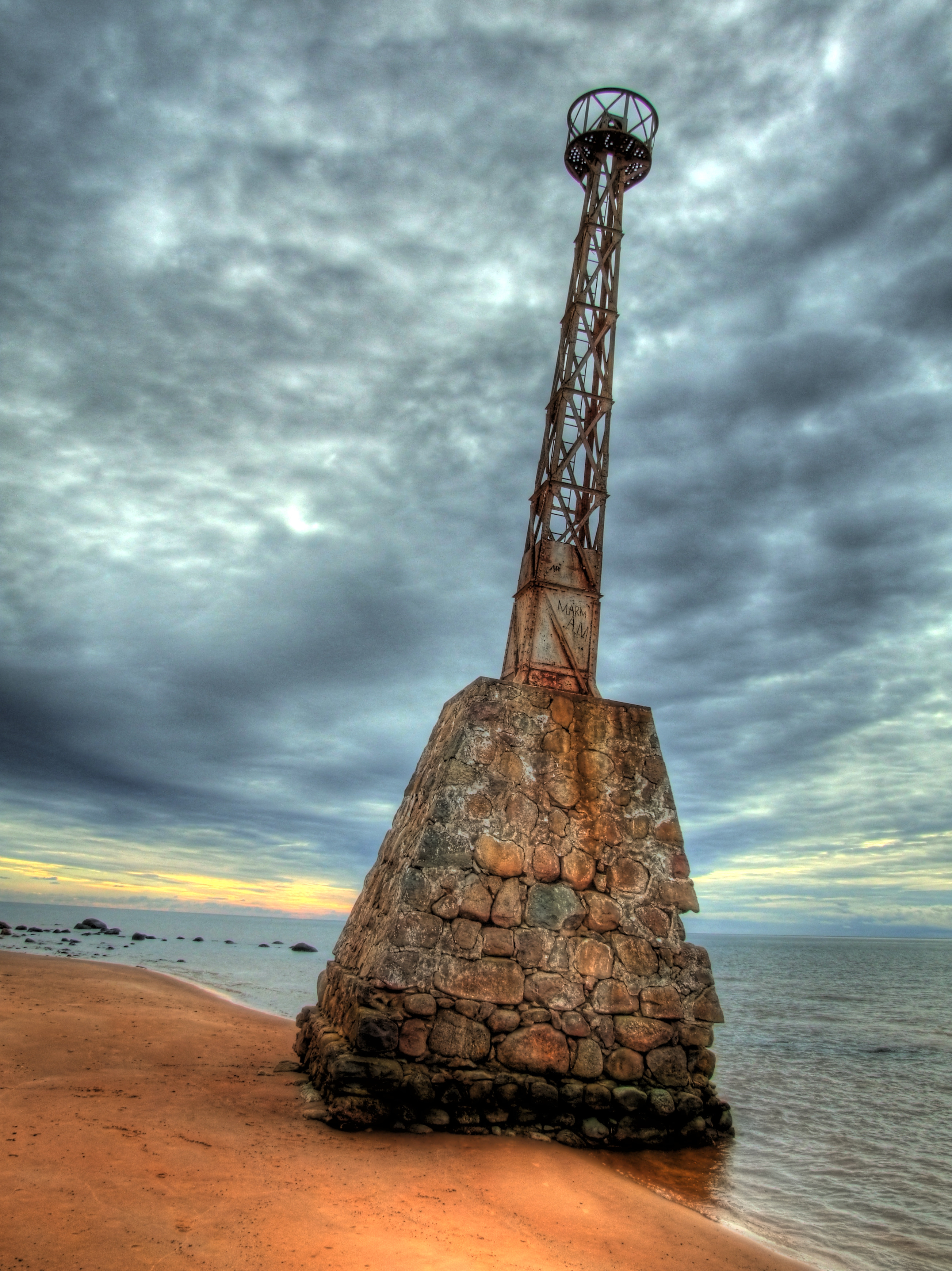
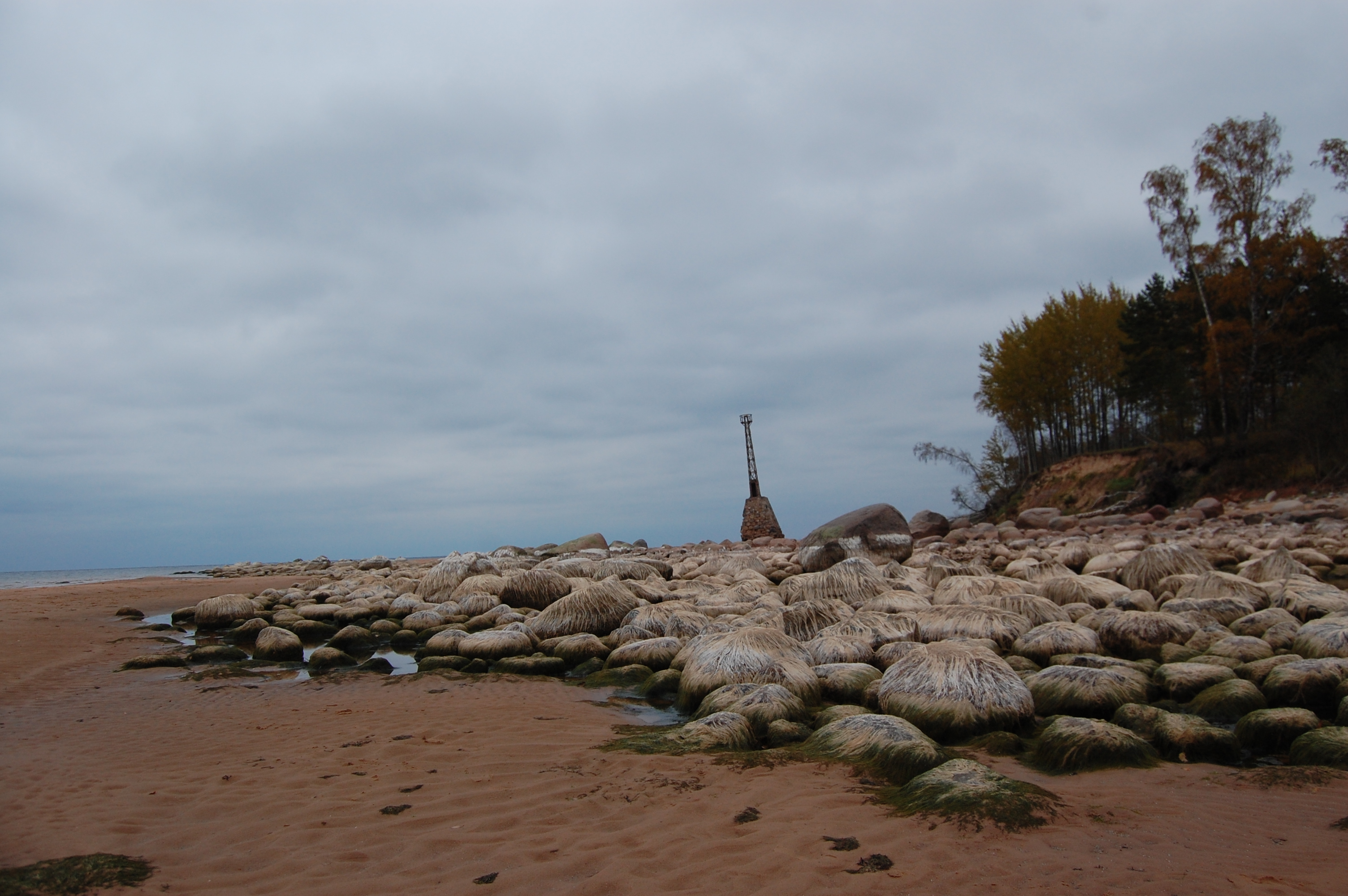
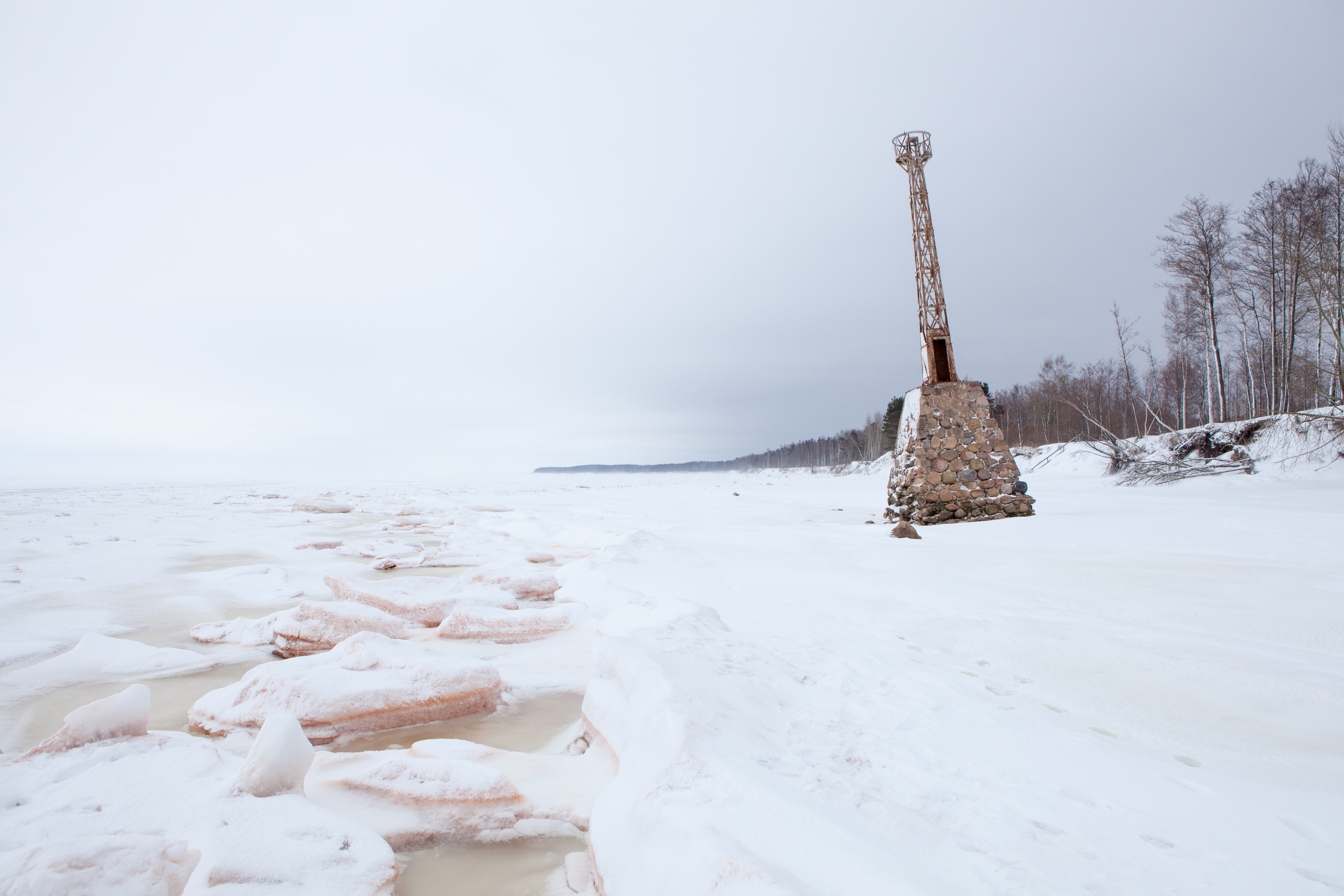